# Мезоглея

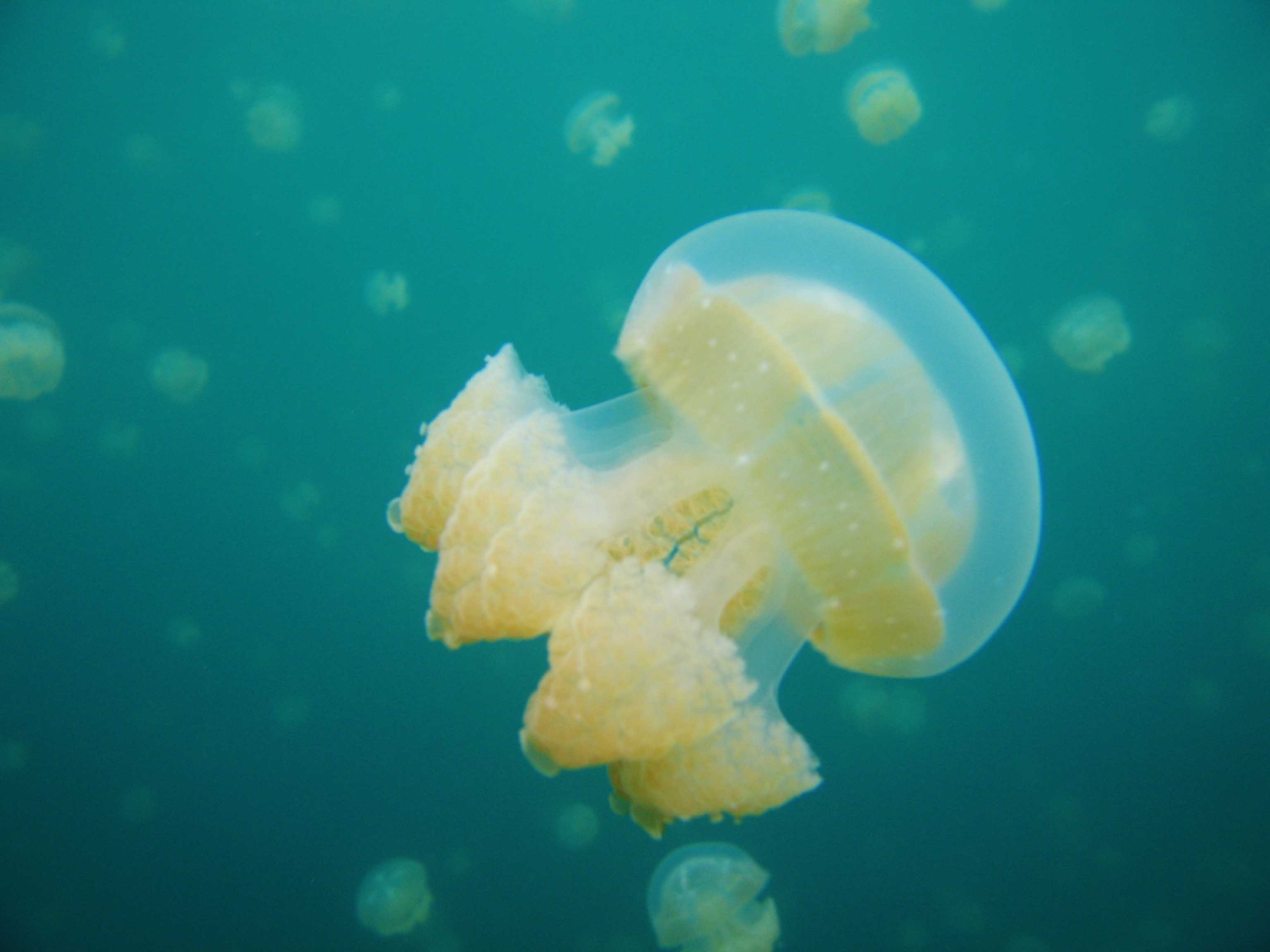
Медуза-корнерот Catostylus має розвинену студенисту мезоглею, яка функціонує як скелет

Мезогле́я (від др.-грец. μέσος — середній і γλοιός — клейка речовина) — наповнена водою сполучна тканина. У кишковопорожнинних (кнідарії (Cnidaria) та реброплави (Ctenophora)) залягає між двома шарами клітин. Основу мезоглеї складає білок колаген. Подібно до мезофілу губок часто містить клітини, які мігрували з епітеліальних шарів.
Мезоглея особливо добре розвинена у планктонних форм − реброплавів та медуз, у яких виконує роль пружного скелету. У поліпів кнідарій вона часто являє собою лише тонкий прошарок між епітеліями та виконує функції базальної пластинки, яка підстилає клітини. Винятком є коралові поліпи, мезоглея яких може бути добре розвиненою та містити м'язові волокна, а також мінеральний або органічний скелет та клітини, які його виділяють.